# 襄阳城
襄阳城位于湖北省西北部的襄阳市、汉水中游南岸。三面环水，一面靠山，城高池深，易守难攻，被誉为“铁打的襄阳”和“华夏第一城池”，故为历代兵家所看重。2001年，襄阳城墙被中华人民共和国国务院公布为第五批全国重点文物保护单位之一。

## 历史沿革
襄阳城约始筑于西汉高帝六年（前201），城址疑在今襄阳城西北的汉水边，刘表迁荆州治于襄阳前后在城东另筑新城。宋时由土城改为砖城，并将直进直出式城门改为屯兵式的瓮城门。明洪武初年，汉水南岸北移，为加强城东北角防御能力，遂将城向东北扩展，使城周长达7.3公里，面积达2.5平方公里，城墙坚固，护城河最宽处达250米，易守难攻。

## 建筑特点
现存城墙基本上是于明代所建，外砌城砖，内用土夯筑。东、西、南、北城墙分别长2.2公里、1.6公里、1.4公里、2.4公里，城墙均高8.5米，宽5至15米。共有6座城门：东门曰阳春，南门曰文昌，西门曰西成，大北门曰拱宸，小北门曰临汉，东长门曰震华，城门由明万历年间的知县万振孙题额。
除了六个城门之外，另有四座角楼，名曰仲宣楼、狮子楼、奎星楼（三座角楼皆已颓圮，唯于1990年代初重建了仲宣楼）。在襄阳城中心十字街处有鼓楼（昭明台），于南街设有谯楼，城内建筑相互呼应，构成一个完备的古代城池功能整体。
清顺治二年，知县董上治再题额：东门曰「保釐东郊」，南门曰「化行南国」，西门曰「西土好音」，北门曰「北门锁鑰」。现仅存一座临汉门（即小北门），其他或因市政改造被拆除，或因风雨灾害而倾颓，但整体上依然保留着古代城市的基本格局和双层防御体系。

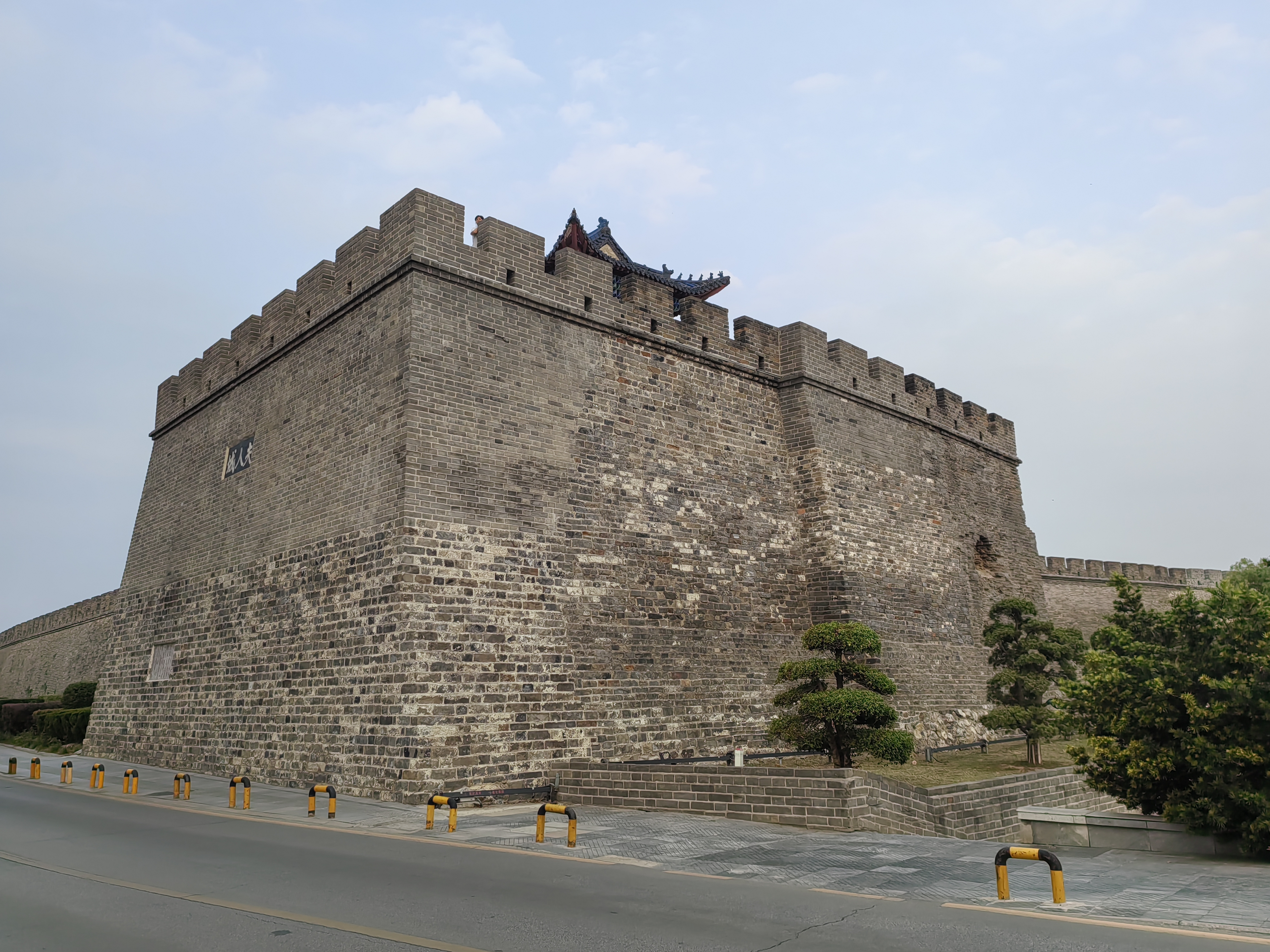
夫人城
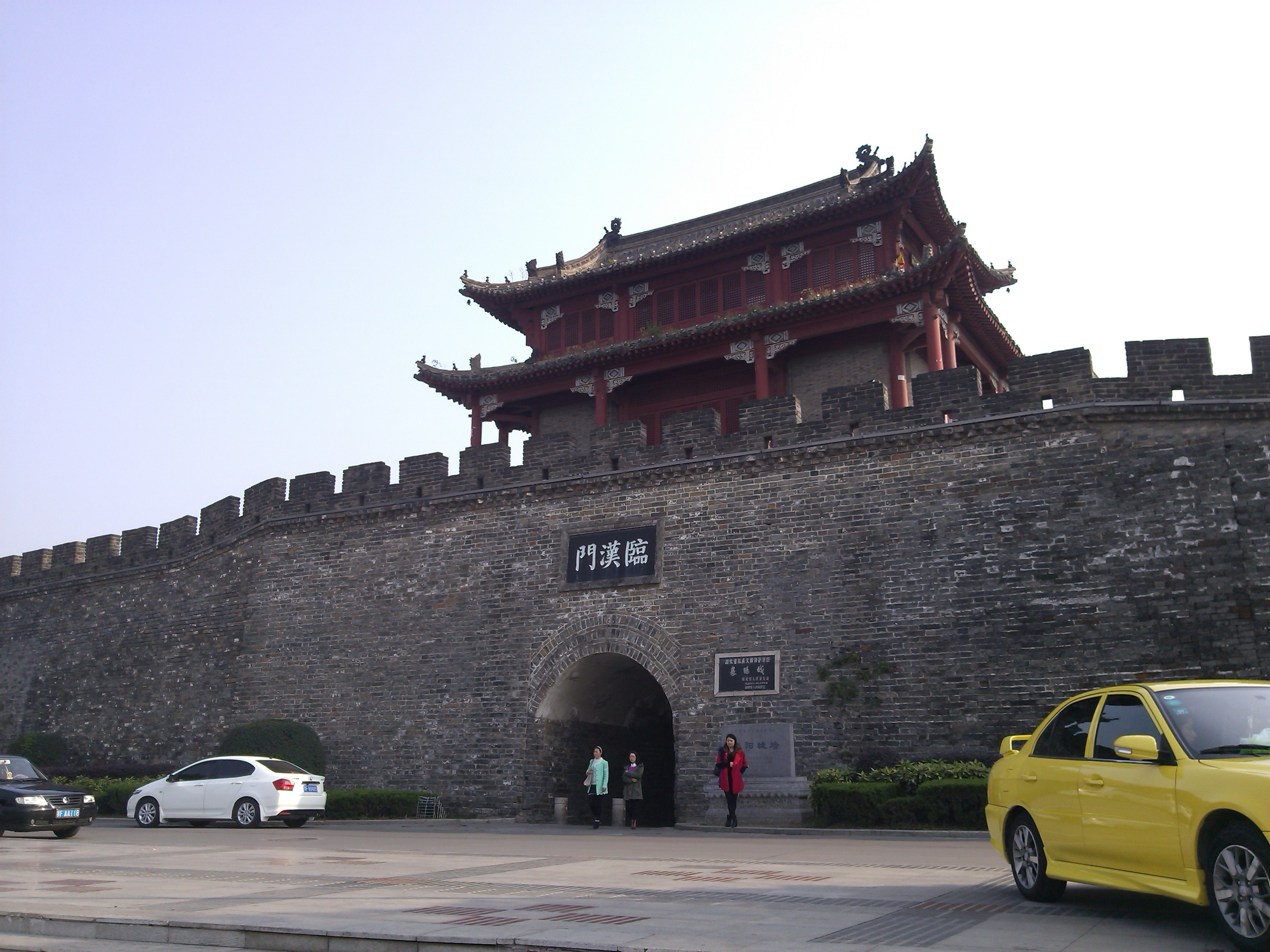
臨漢門
臨漢門外漢江
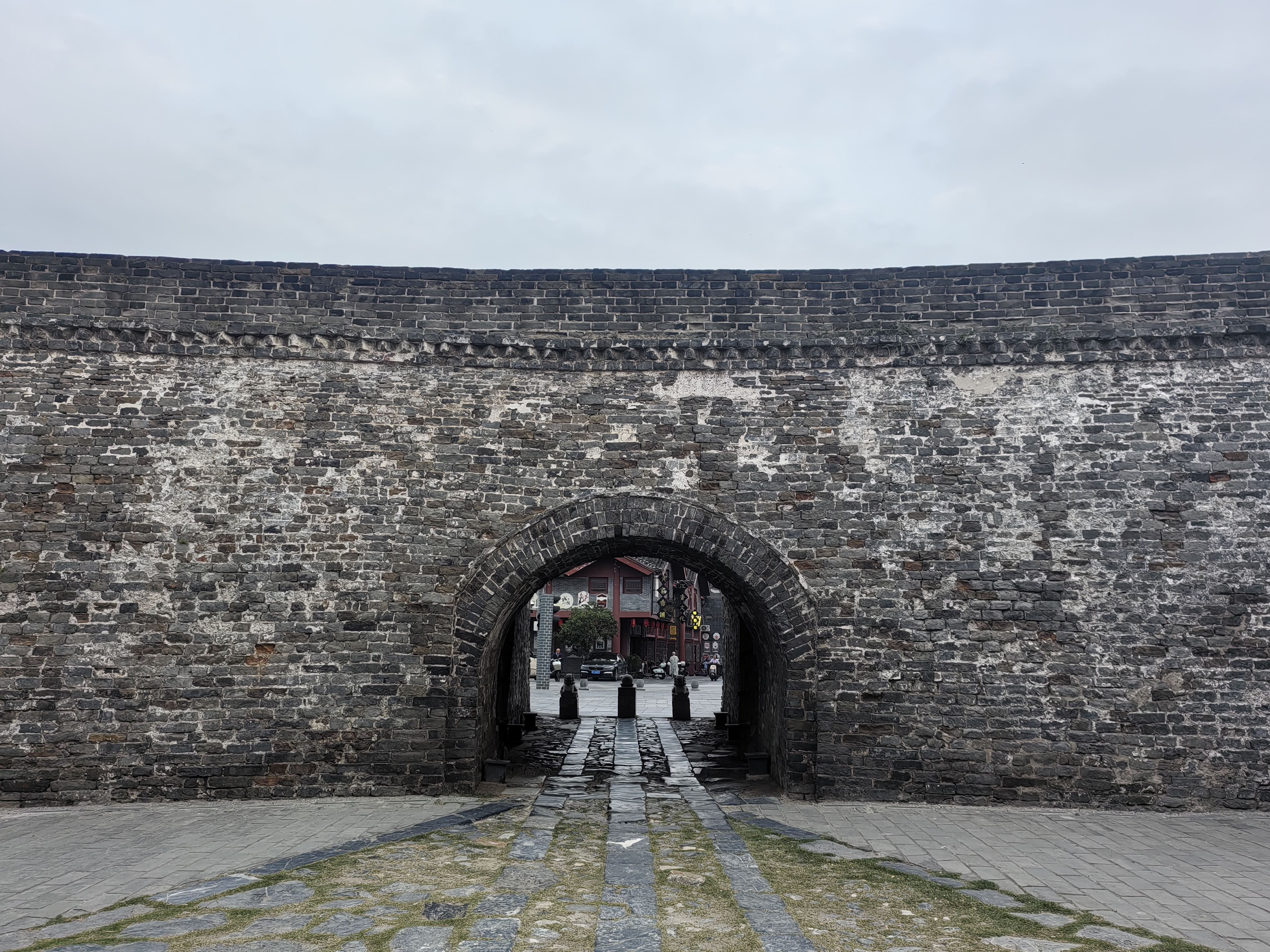
拱宸門
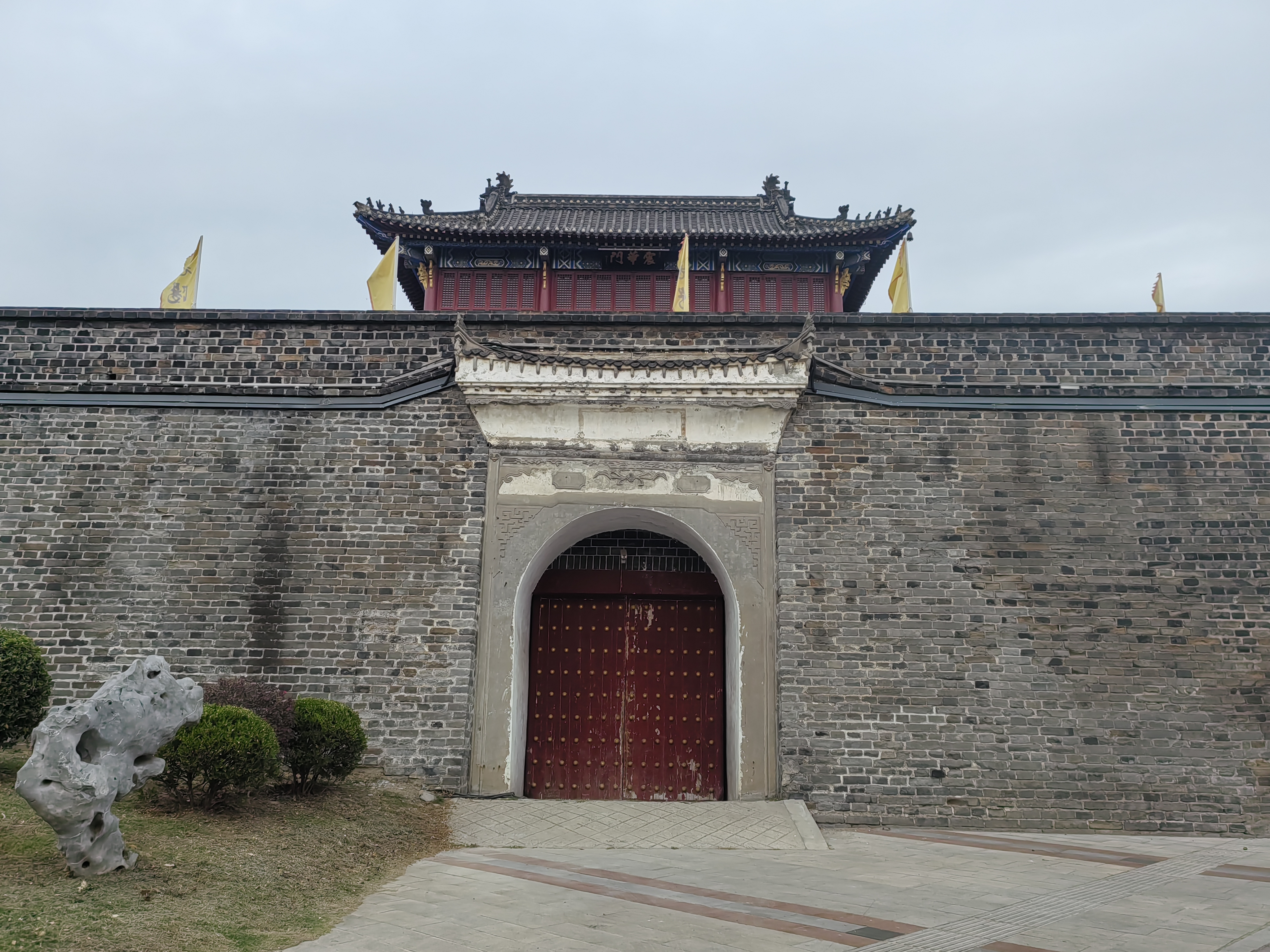
震華門
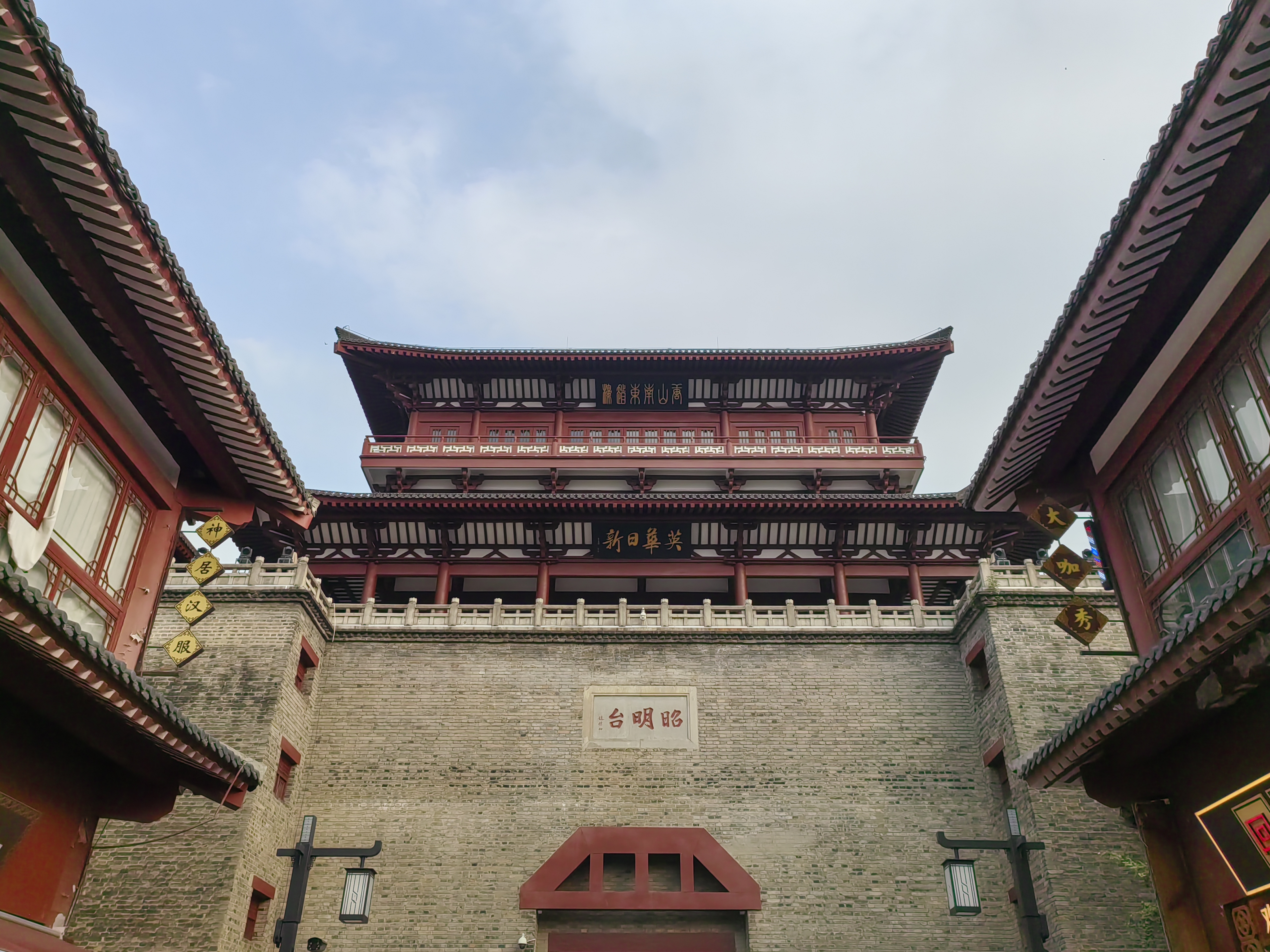
鼓樓
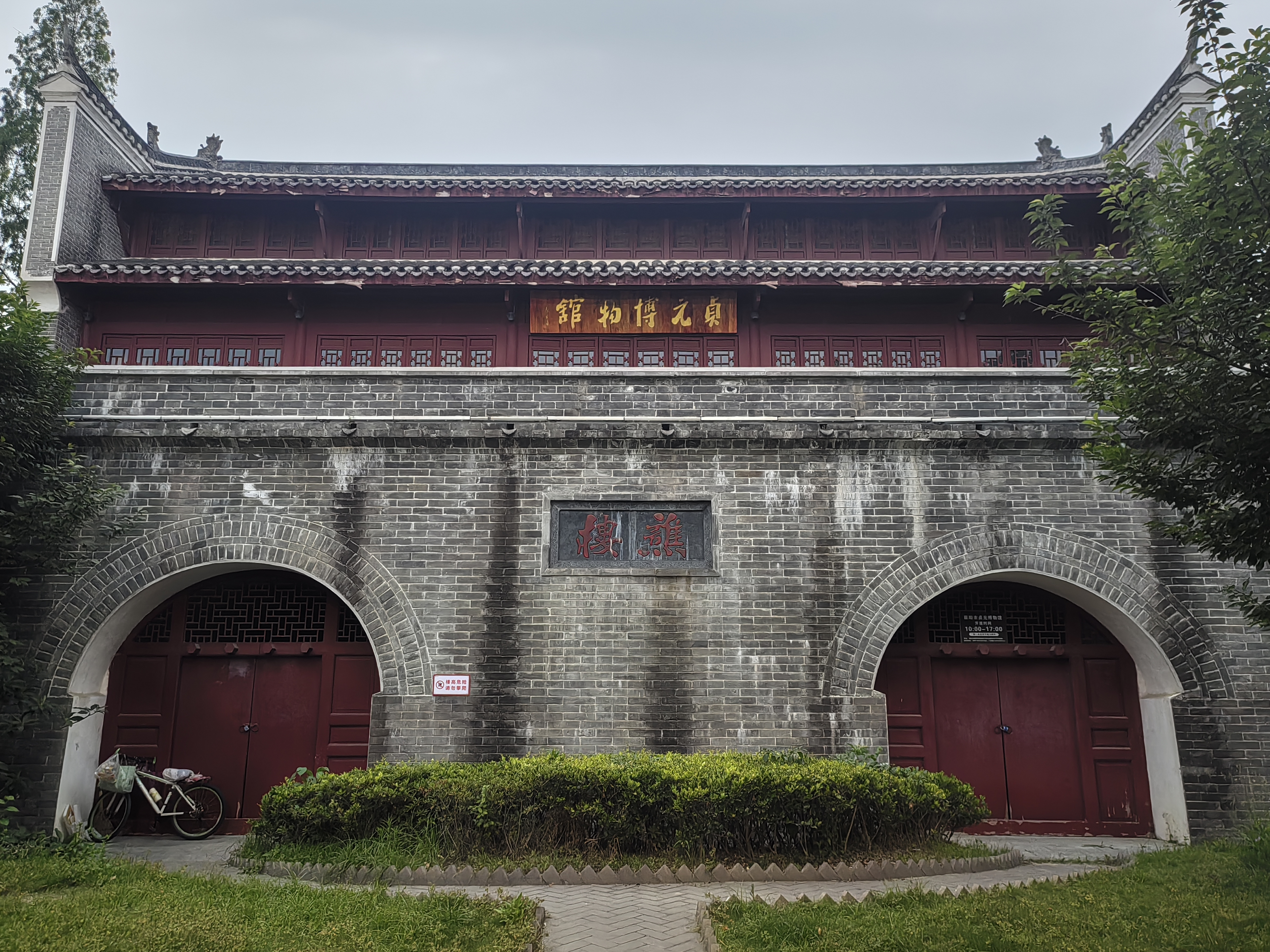
譙樓

## 事件
- 东汉初平三年：孙坚围襄阳，后中箭重伤而亡
- 378年-379年：东晋襄阳保卫战
- 1267年-1273年：宋元襄樊之战
- 1643年：李自成攻克襄阳后，自称“新顺王”，并改襄阳为“襄京”
- 1948年7月15日：中国人民解放军攻克襄阳城，并俘虏第十五绥靖区中将司令官、立法委员康泽

## 小说情节
金庸「射鵰三部曲」中的最後一部《倚天屠龍記》：襄阳城破，襄阳城南宋守將呂文煥率諸將向元朝軍隊投降，襄陽城失陷致南宋失去最後一道屏障，最終郭靖與妻子黄蓉以及兒子郭破虜战死沙场。郭家只存郭襄未死出走，後成為峨嵋派開山祖師。

## 文物保护情况
1956年11月15日，分别以“襄陽城”、“夫人城”的名义被湖北省人民委员会列为第一批湖北省文物保护单位；2001年6月25日，以“襄阳城墙”的名义被中华人民共和国国务院列为第五批全国重点文物保护单位。
其作为文物的保护范围为：襄阳城墙及周围一定范围。四至：城墙内侧，四周向内延伸25米。城墙外侧，北侧至汉江南岸；东侧边界为护城河外边缘外延15米；南门东侧沿护城河外边缘外延115米，南门西侧沿护城河外边缘外延15米；西侧边界为护城河外边缘外延15米。
其作为文物的建设控制地带为：以保护范围四至为界向外延伸。城墙内侧：北侧以新街道路中心线为边界，东侧以惠安巷、冯家巷道路中心线为边界，南侧以陈侯巷路南为边界，西侧以米花街道路中心线为边界。城墙外侧：北侧至汉江南岸，东侧至保护范围东界以东360米，南侧以环城南路道路中心线为边界，西侧以老龙堤巷道路中心线为边界。